# Братство Святой Софии
Братство Святой Софии — религиозно-философское объединение, возникшее в России в 1919 году и возобновившее свою деятельность в эмиграции в 1923 году. Его учредителями в эмиграции были протоиерей Сергий Булгаков, Антон Карташёв, Павел Новгородцев, Пётр Струве, Василий Зеньковский (впоследствии протопресвитер), Сергей Безобразов (впоследствии епископ Кассиан) и Георгий Флоровский (впоследствии протоиерей).
Братство, по словам протоиерея Василия Зеньковского, было создано не для реализации доктрины о Святой Софии, как её выстраивали Владимир Соловьёв, Трубецкие, Павел Флоренский, Сергий Булгаков, но для развития и распространения православного мировоззрения в его «современной» форме. Главные его деятели разделяли указанную доктрину или относились к ней с симпатией. Практическая деятельность Братства в России не успела развиться из-за революции и Гражданской войны.
В эмиграции в 1923 году возникло Русское студенческое христианское движение, и среди близких к нему профессоров возникла идея организации аналогичного движения преподавателей, трансформировавшаяся в продолжение деятельности Братства Святой Софии. Идея получила благословение митрополита Евлогия (Георгиевского), который ещё весной 1921 года был назначен управляющим русскими православными храмами в Европе.
Протоколы Братства были найдены Никитой Струве, внуком Петра Струве, и опубликованы с комментариями его и Т. В. Емельяновой в 2000 году отдельной книгой, в которую также вошли письма протоиерея Сергия Булгакова к Николаю Бердяеву и Семёну Франку. При подготовке издания помогли Бахметевский архив (Нью-Йорк), Сергиевское подворье (Париж), давшее доступ к архиву протоиерея Сергия Булгакова, а также Государственный архив Российской Федерации (Москва).

## Участники
В состав Братства выразили желание войти и вошли:
Париж: Антон Карташёв, князь Григорий Трубецкой, Александр Ельчанинов.
Прага: протоиерей Сергий Булгаков, Павел Новгородцев, Георгий Вернадский, Пётр Струве, профессор Павел Остроухов, профессор Иван Лаппо, Сергей Безобразов (будущий епископ Кассиан), Лев Зандер, Мстислав Шахматов, Василий Зеньковский.
Берлин: Николай Бердяев, Семён Франк, Борис Вышеславцев.
Проект устава братства было поручено составить Карташёву и князю Трубецкому, представив его на утверждение митрополита Евлогия. Председателем был избран Сергий Булгаков, секретарем — Зеньковский.
Впоследствии, уже когда стал действовать Свято-Сергиевский богословский институт, в братство вошли Георгий Федотов, Борис Сове, Владимир Вейдле, Иван Лаговский. К братству присоединились и югославские участники — например, Александр Соловьёв.
Согласно уставу, задача братства — обращать на служение Православной церкви светских культурных сил двумя путями: «1) путём собирания во единый братский союз активных работников церковно-богословского просвещения и церковно-общественного делания и 2) путём объединения и организации их труда на церковно-общественной ниве». Братство должно было строиться по подобию ордена с крепкой дисциплиной и организованностью, но это осталось только на бумаге.
Намерение пригласить в братство профессора Венского университета Николая Трубецкого (племянника Григория Трубецкого) вызвало неоднозначную реакцию в обществе: Николай Трубецкой как глава евразийцев считал, что братство выступает за сближение с Западом и латинизацию православия, и разослал на эту тему открытое письмо.

## Тематика и ход дискуссий
Программа дискуссий и собраний братства касалась актуальных религиозно-философских вопросов:
1) О царской власти, точнее — о том, вытекают ли из православного сознания какие-либо мотивы приятия царской власти, признание её внутренней необходимости;
2) Об отношении к католичеству (особенно это было актуально вследствие приглашения отца Сергия Булгакова на так называемый «Велеградский» съезд, связанный с униатским движением;
3) О смысле идеи «оцерковления жизни» и вытекающей из этого программы действий.
В августе 1924 года в Париже прошел первый съезд братства. Он длился три дня, сблизил основное ядро братства, однако выявил и противоречия, прежде всего политического толка, между Николаем Бердяевым и Струве. Бердяев вышел из братства после съезда.
Братство действовало в Праге до 1925 года, а затем, в связи с основанием Богословского института, почти все его члены, ранее проживавшие в Праге и Берлине (кроме Александра Лаппо и Остроухова в Праге и Семёна Франка в Берлине), переехали в Париж. Труды общества носили в основном академический характер, что не устраивало Струве, который считал необходимыми общественные действия.
В середине 1930-х годов Бердяев организовал «Лигу православной культуры», которая устраивала ежегодные открытые съезды, собиравшие большое число слушателей и являвшиеся по сути «выездом» в деревню Религиозно-философской академии под руководством того же Бердяева. Кроме того, его академия проводила многолюдные открытые собрания, опиравшиеся в выступлениях на тех же членов братства.
Другим начинанием, которое оттягивало творческие начинания членов братства, были семинары отца Сергия Булгакова. На них разбирались чисто богословские вопросы, и дискуссии были интересными и острыми.
Поэтому на долю братства стали оставаться лишь вопросы церковно-общественного характера, хотя братство продолжало жить, о чём свидетельствуют записи парижских семинаров, сохранившиеся в архиве Зандера. Связь между братьями продолжалась в переписке.
К началу Второй мировой войны собрания общества проходили не чаще двух раз в год, а затем они совсем прекратились. В 1944 году скончался отец Сергий Булгаков, а после войны после небольшого всплеска деятельности с приходом участников семинара Булгакова, профессоров парижского Свято-Сергиевского богословского института отца Киприана (Керна) и отца Николая Афанасьева, прекратилась совсем.